# Тетрозы
Тетрозы (от греч. τέσσερις — четыре и франц. -ose — суффикс, обозначающий принадлежность к сахарам) — общее родовое химическое название класса четырехуглеродных моносахаридов, то есть сахаров, общей формулой которых является C4(H2O)4, или C4H8O4.

## Строение молекул
В зависимости от наличия кето- или альдогруппы различают кетотетрозы (единственный представитель эритрулоза) и альдотетрозы (два представителя: эритроза и треоза).

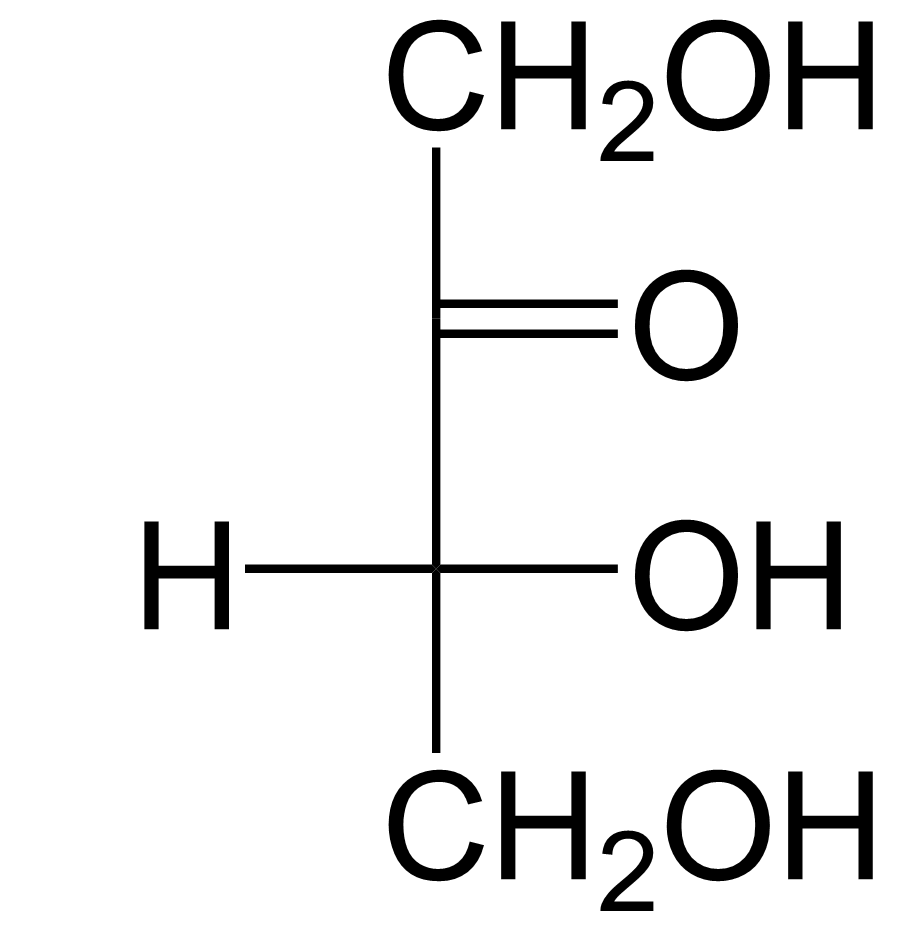
D-эритрулоза
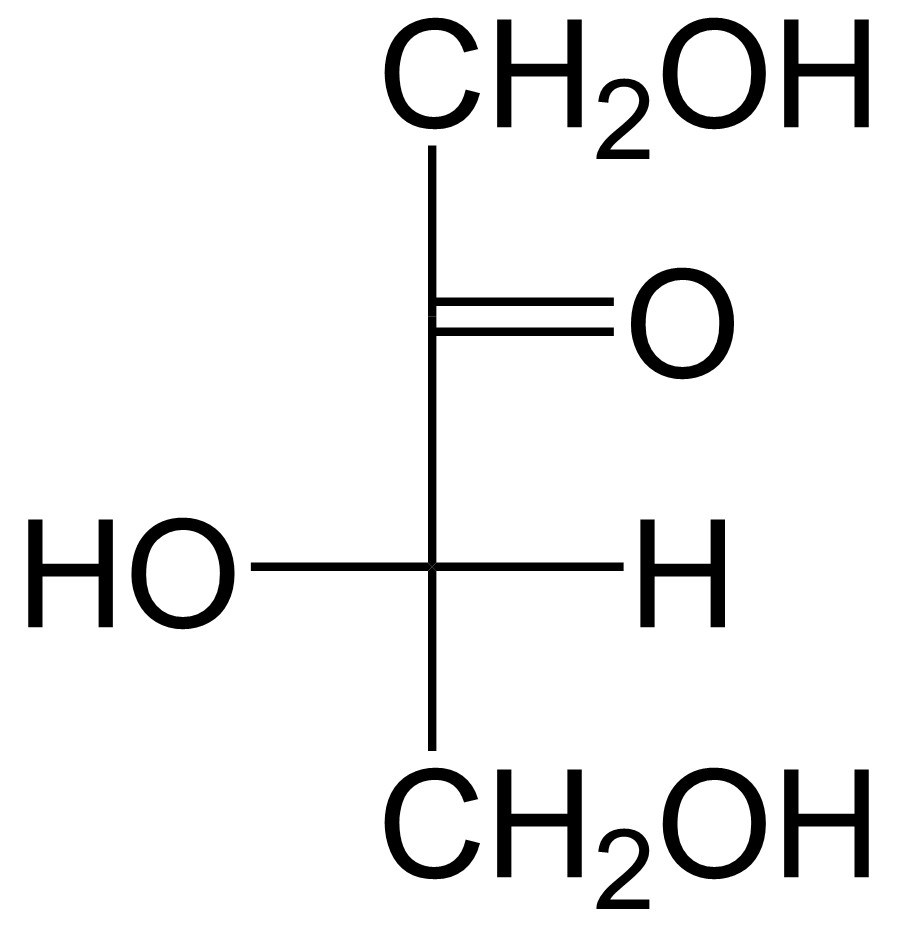
L-эритрулоза
D-эритроза
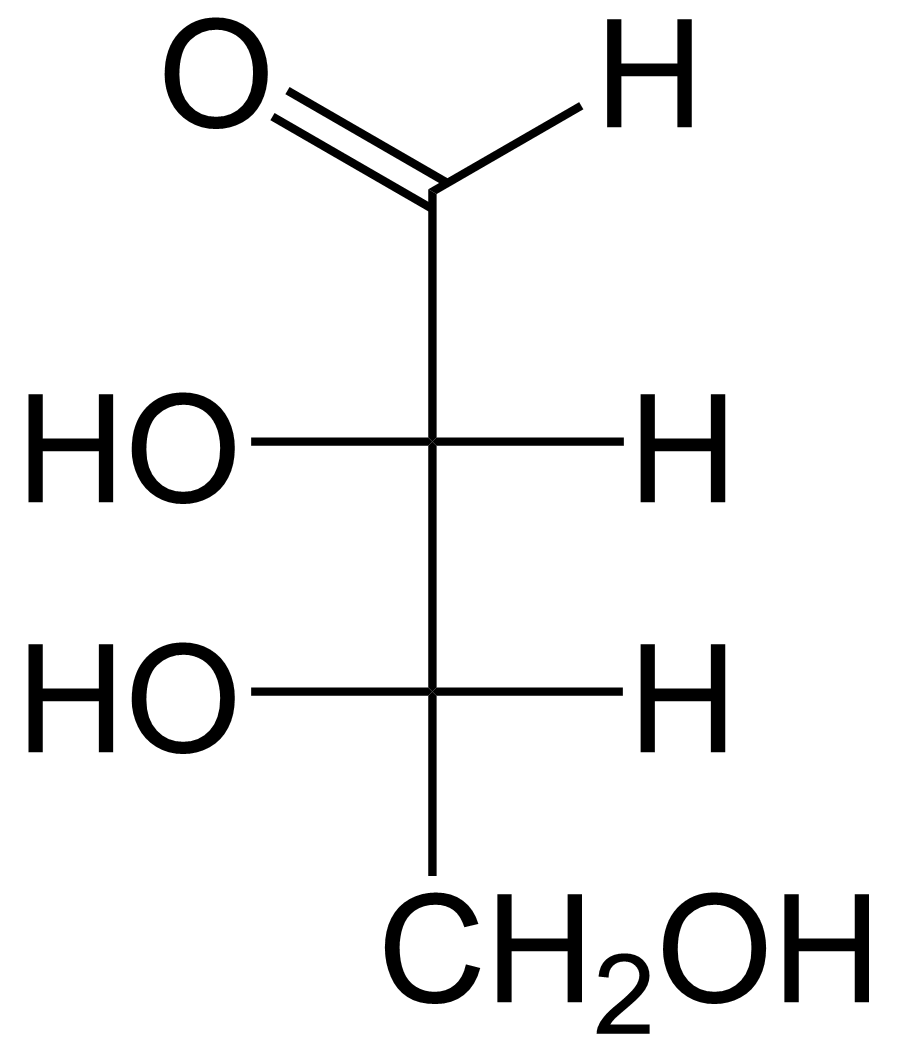
L-эритроза
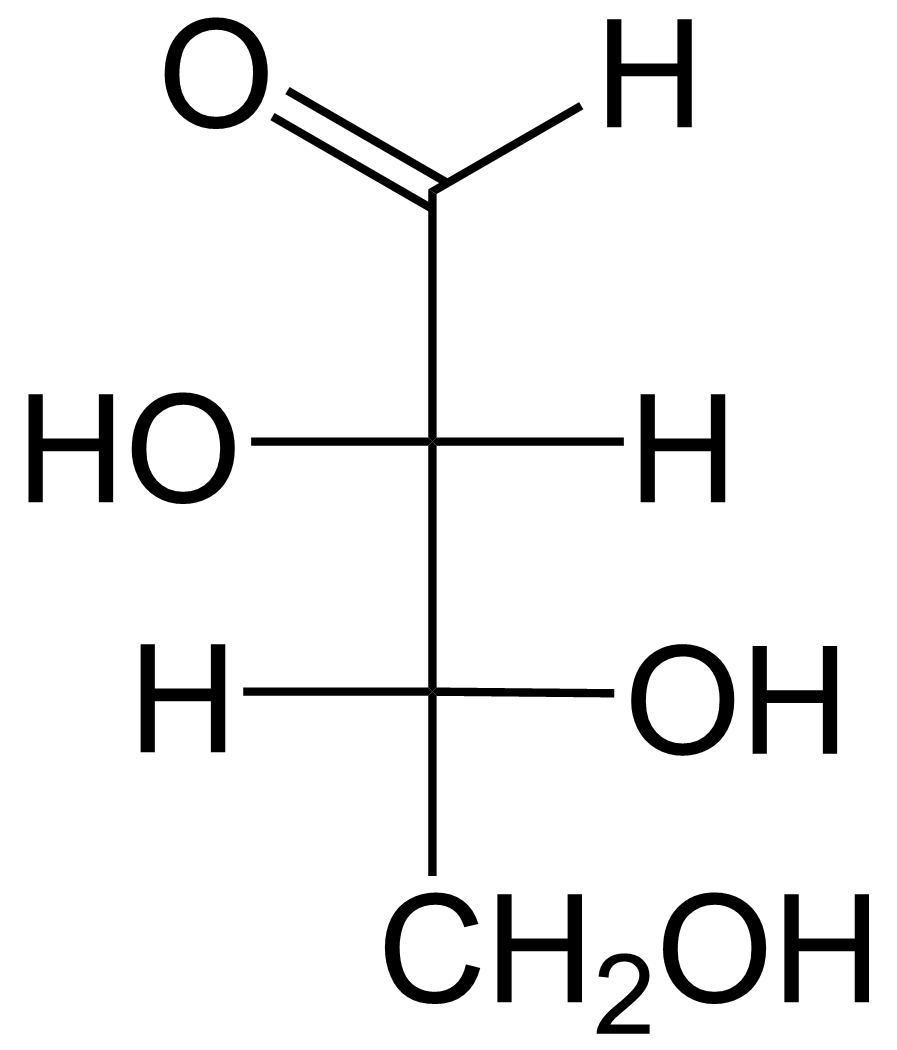
D-треоза
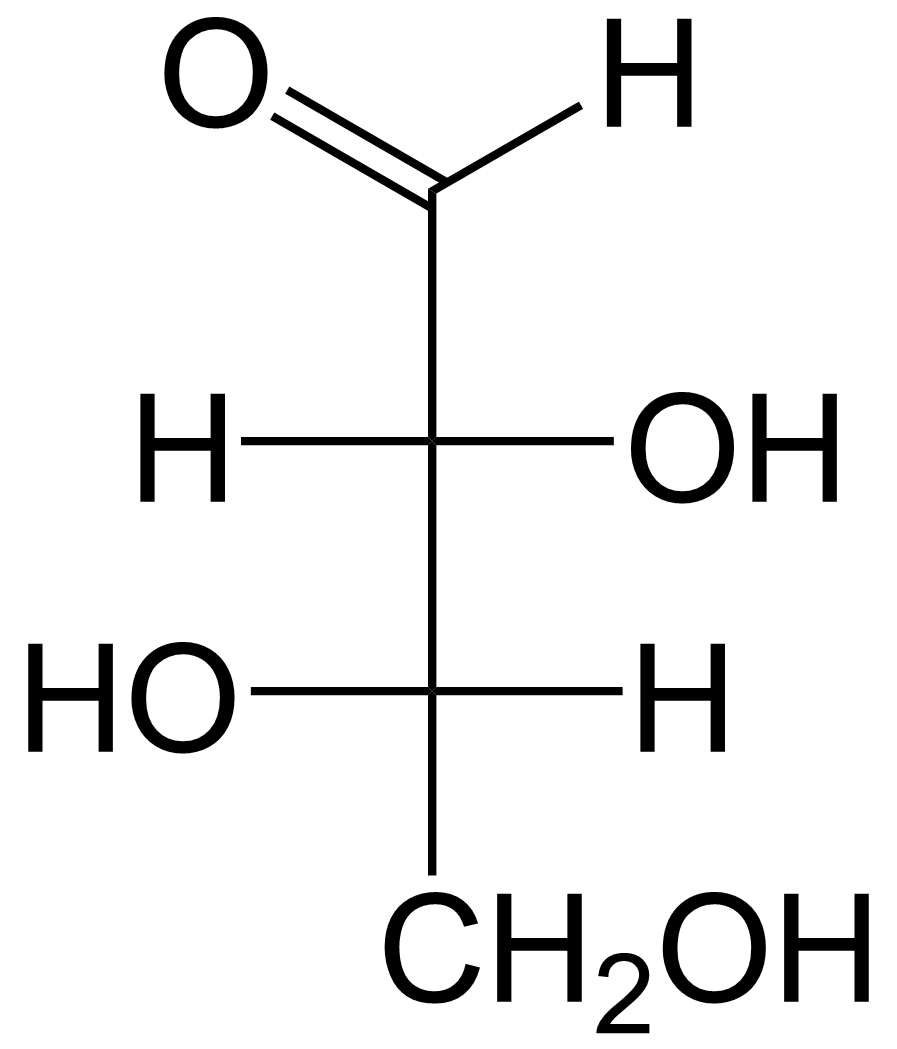
L-треоза

Альдотетрозы способны существовать в циклических формах, имеющими строение фураноз, например:

## Нахождение в природе
В природе в свободном виде встречаются достаточно редко, входят в состав некоторых гликозидов и полисахаридов. В виде фосфатов некоторые тетрозы (например, эритроза) являются важными промежуточными компонентами в углеводном обмене.